# Lex Iulia Municipalis
La lex Iulia Municipalis fue una ley romana promulgada por Julio César en el año 45 a. C.
Se encontró su texto inscrito en las llamadadas Tablas de Heraclea (Tabulae Heracleenses), descubiertas en 1732, en uno de los lados de la tablilla de bronce cerca del río Cavone en el antiguo territorio de la ciudad de Heraclea, y se conserva en el Museo Arqueológico Nacional de Nápoles.
Esta ley tiene un carácter general sobre la reorganización administrativa de la ciudad con algunas normas de carácter social. Con ella muchas ciudades y colonias asumieron el rango de municipium.
Incluye algunas normas de circulación dentro de la Urbe, tales como la regulación del tráfico y la prohibición a los carros que transporten mercancías de circular durante el día para descongestionar la ciudad ya con demasiado tráfico. De esta prohibición se excluyeron los carros que transportaran materiales utilizados en la construcción de templos u otros lugares de culto. Por estas normas, la lex Iulia puede ser considerada como la precursora del actual código de circulación.
También encomienda a los ediles el mantenimiento de la limpieza de los lugares públicos, como el foro o las plazas.
La ley, posiblemente no llegó a ser de ámbito particular para Roma sino que llegó a ser de carácter general para la función municipal, extendiéndose a diferentes áreas del Imperio, como en Hispania en particular, cuando Augusto la incorporó a los municipia hispaniae alrededor de los años 15-13 a. C.